# M230 Chain Gun
A M230 „Chain gun” egy 30 milliméteres elektromos meghajtású gépágyú, amelyet a Northrop-Grumman hadipari vállalat gyárt. A 30×113 mm-es lőszert tüzelő fegyvert eredetileg a Hughes Helicopters vállalat fejlesztette ki az AH–64 Apache helikopterek számára, azonban ma már szárazföldi harcjárművek arzenáljában is megtalálható.

## Kialakítása és jellemzői
A fegyver a „hagyományos kialakítású” gépágyúkkal ellentétben nem a lövés reakcióerejét vagy gáznyomását hasznosítja működéséhez, hanem egy villanymotor működteti a mechanizmusát egy láncmeghajtású áttételen keresztül. Innen ered a fegyver másik közkeletű neve: Chain gun vagyis „Láncos ágyú”. Ennek a megoldásnak hátránya, hogy külső áramforrás szükséges a tüzeléshez, így csak járműveken alkalmazható. Az elektromos meghajtás előnye viszont a könnyen szabályozható tűzgyorsaság, amely a villanymotor fordulatszámának függvénye és a nagy megbízhatóság: „besült”, hibás lőszer nem akasztja meg a tüzelés folyamatát. A gyártó szerint átlagosan 22 ezer lövésenként fordul elő egy elakadás, vagyis a fegyver nagyon megbízható.
A fegyverhez általában M799 High Explosive Incendiary (HEI) robbanó-gyújtó és M789 High Explosive Dual Purpose (HEDP) robbanó kettős célú lőszert alkalmazzák. Ez utóbbi mintegy 25 milliméternyi homogén acélpáncélzat (RHA) átütésére képes 500 méter távolságból 50 fokos becsapódás esetén. A HEPD lőszer repeszhatása másfél méteren belül okoz halálos sérülést. A Northrop-Grumman dolgozik egy közelségi gyújtós lőszer kidolgozásán kifejezetten a drónok (UAS/UAV) elleni felhasználásra. A XM1211 High Explosive Proximity (HEP) néven ismert lőszerből 2-3 darab is elegendő egy kisebb,  Class 1 vagy Class 2 méretű drón lelövésére a tesztek során.

## Típusváltozatok
- M230 - az eredeti helikopterre kifejlesztett változat, amely percenként 650 lövés leadására képes. Lőszerek egyesével, heveder nélkül kerülnek betöltésre az Apache lőszertárolójába.
- M230LF - csökkentett tűzgyorsaságú, hosszabb csövű változat, amely hevederes lőszert is képes tüzelni (LF=Link Fed= heveder táplálású). A percenként 200 lövésre képes fegyvert elsősorban földi alkalmazásra tervezték. A fegyver ezen változata az amerikai hadseregben XM914 néven ismert.

## A fegyvert alkalmazó járművek, eszközök
- AH–64 Apache harci helikopter
- M–SHORAD - légvédelmi feladatkörű Stryker harcjármű
- MADIS - az amerikai tengerész gyalogság JLTV 4×4-es páncélautóra telepített légvédelmi rendszere, amelyet a AN/TWQ–1 Avenger rendszer kivonásával megszűnt képességet tervezik pótolni.
- Kongsberg Protector 6 távirányított fegyverrendszer
- R400S–Mk2 távirányított fegyverrendszer

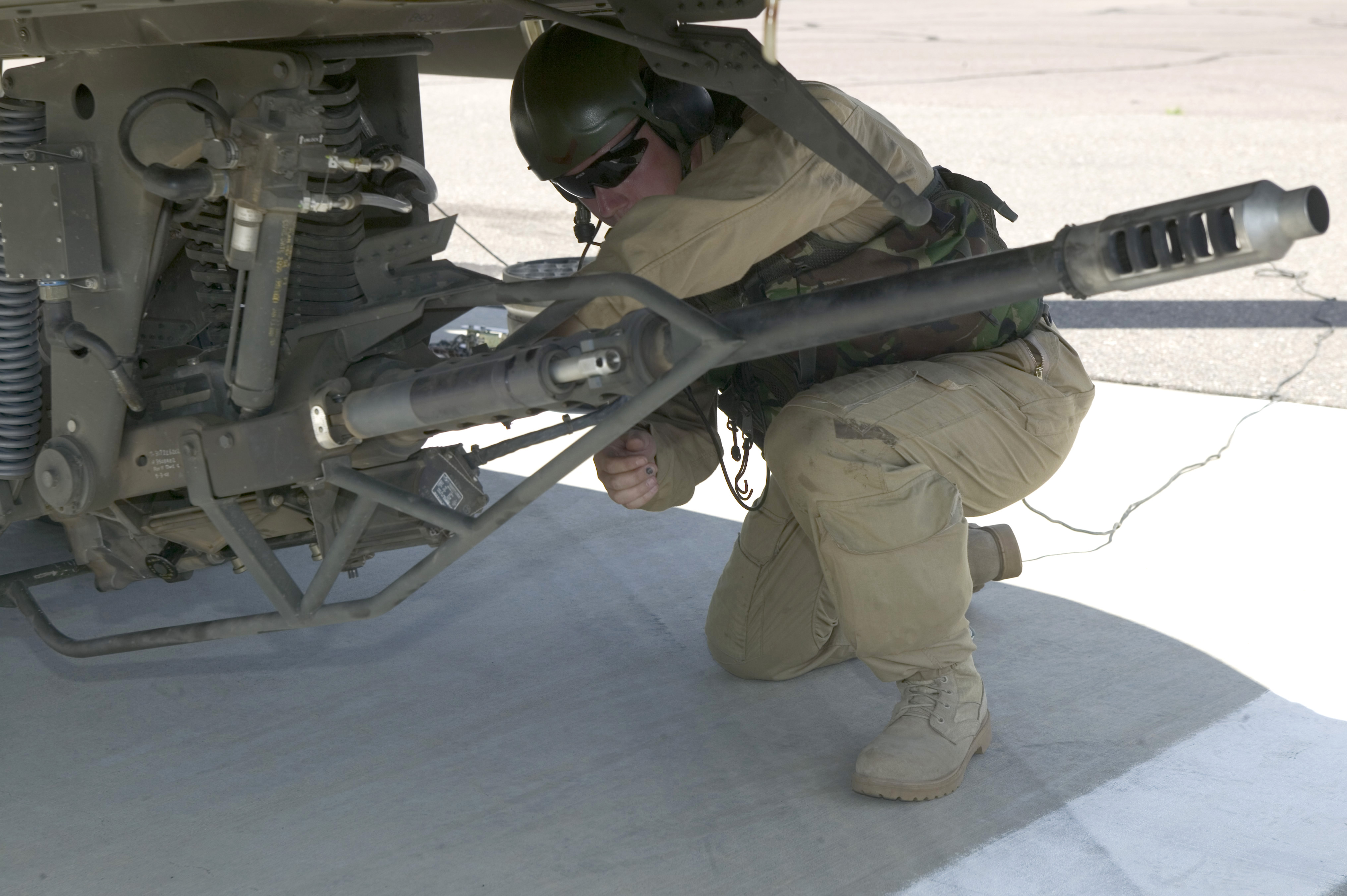
M230-as karbantartás alatt az Apache alján
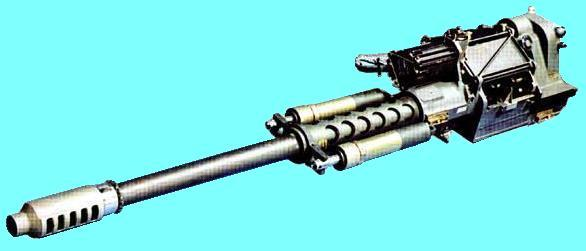
„Chain gun” kiszerelve
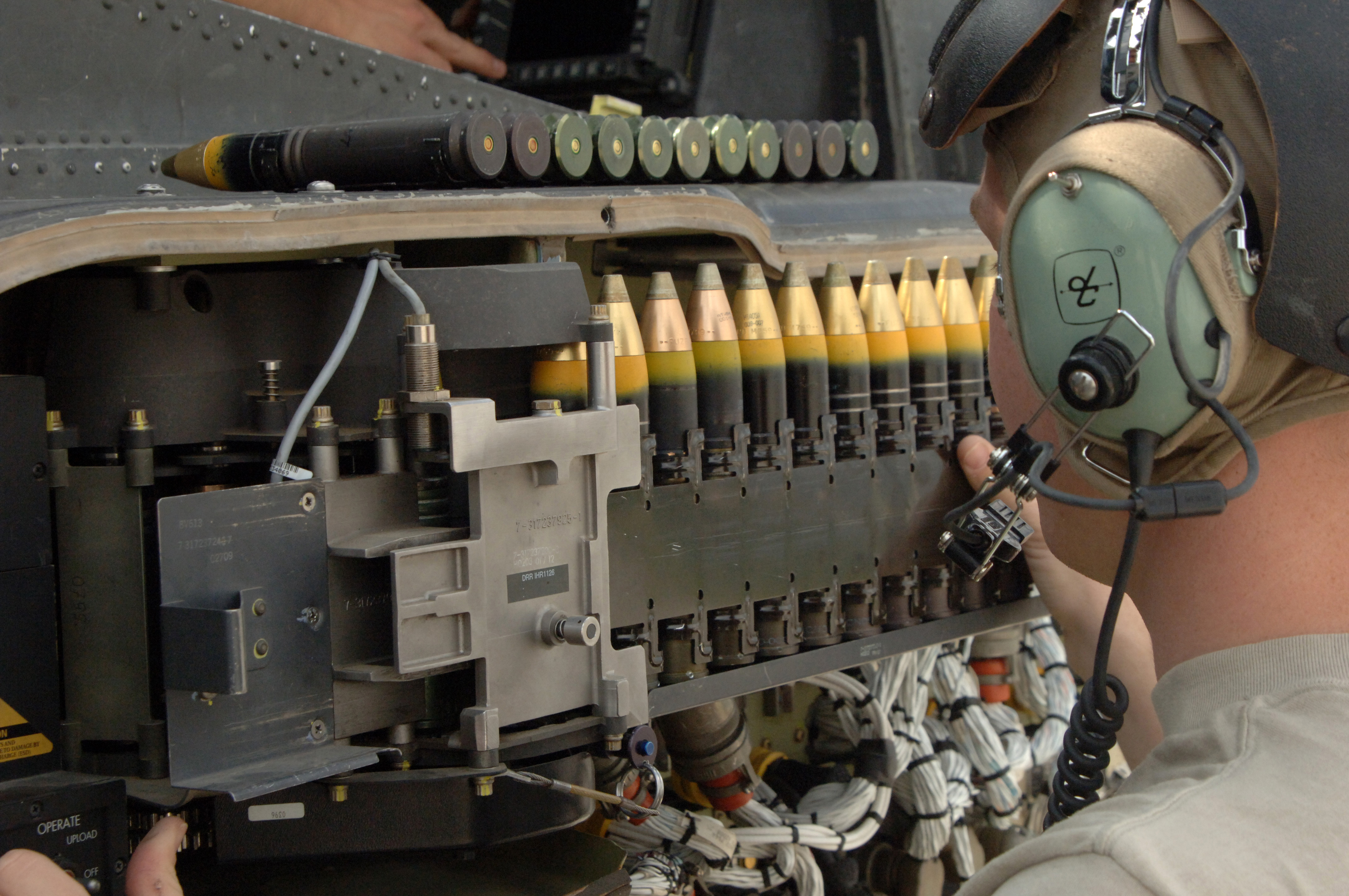
Apache helikopterben  gépágyú-lőszerek rendhagyó módon nincsenek hevederbe fűzve
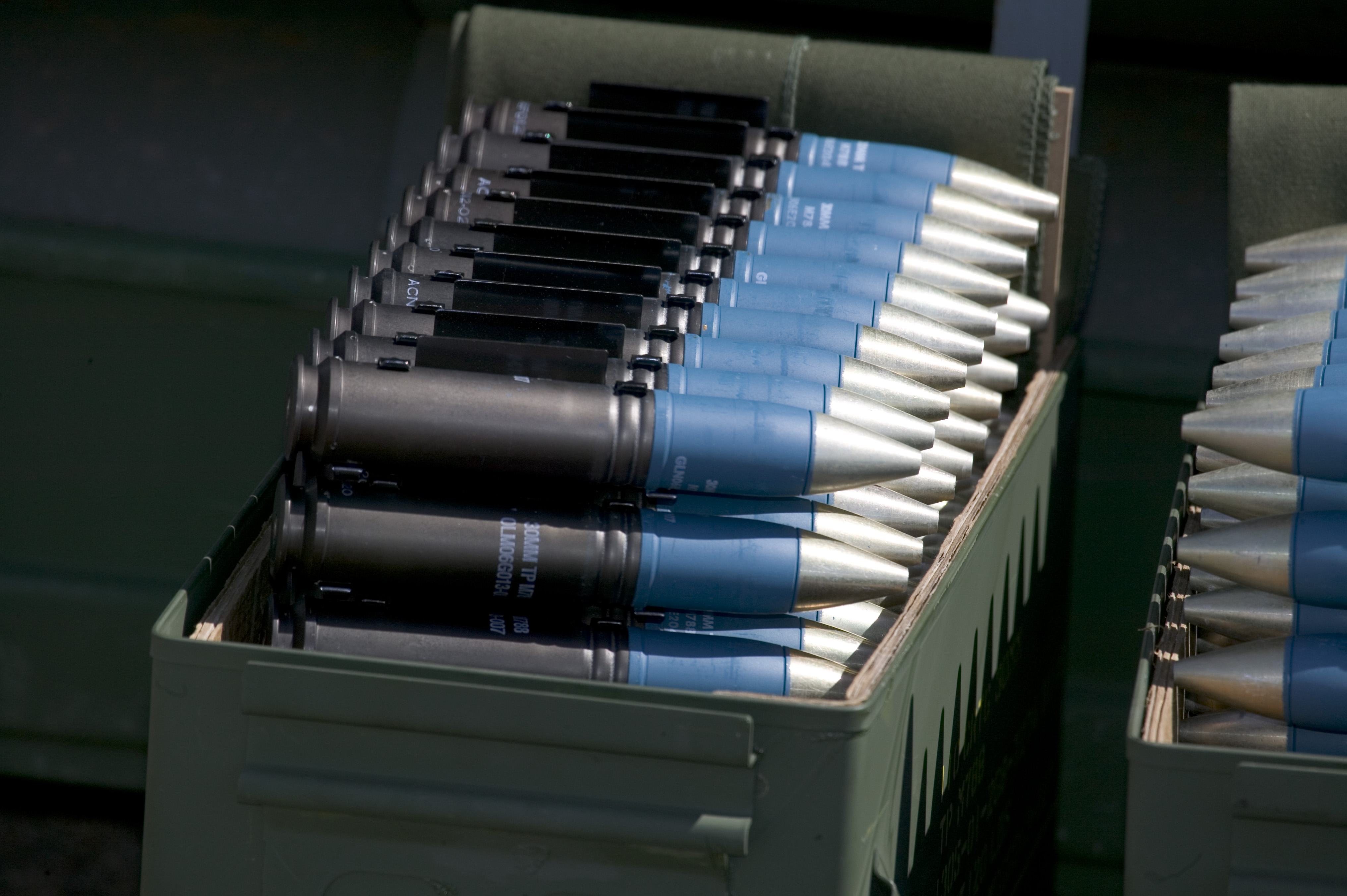
30×113mm-es lőszert eredetileg a brit ADEN repülőgépfedélzeti gépágyúk számára fejlesztették ki
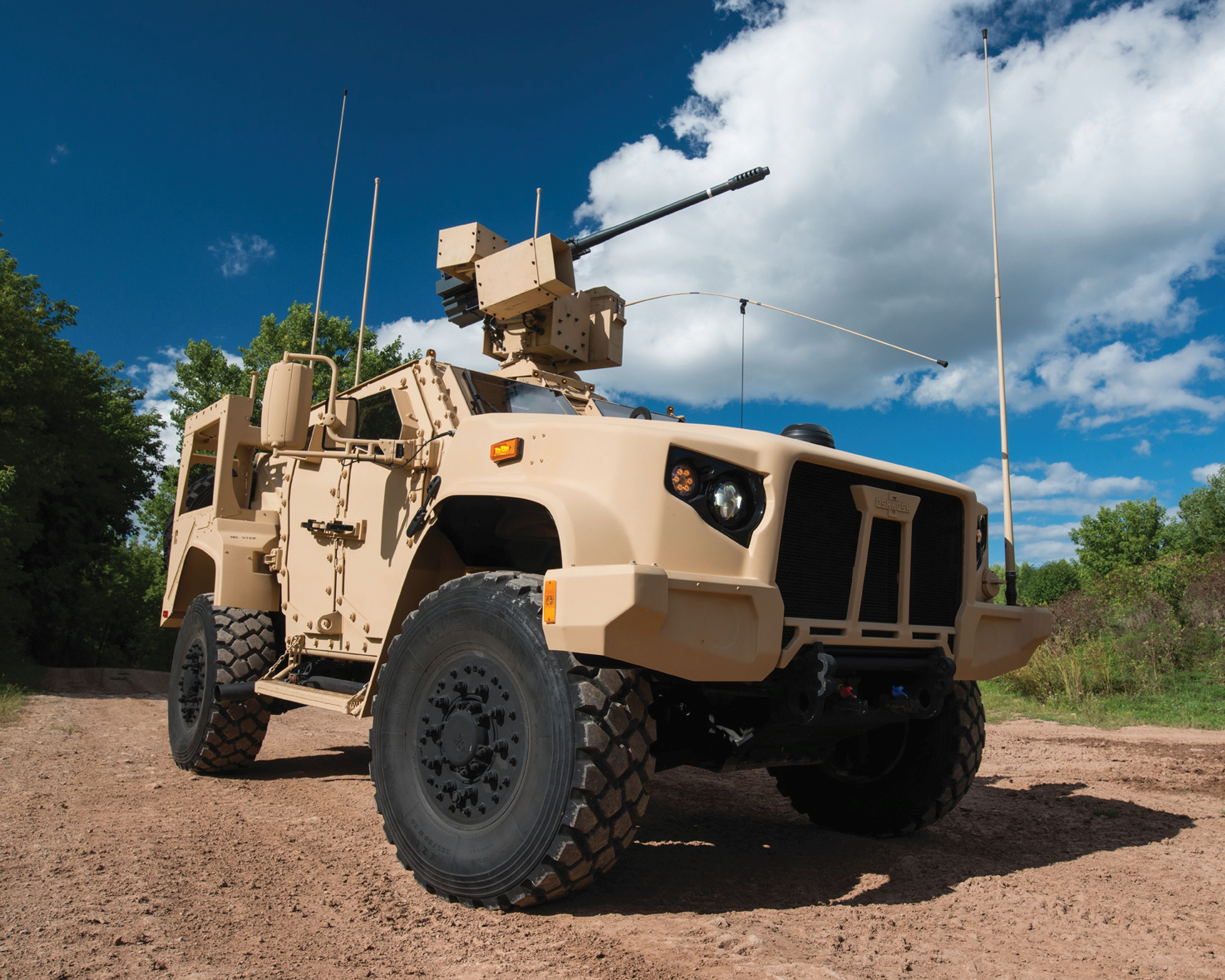
Oshkosh JLTV a gépágyúval
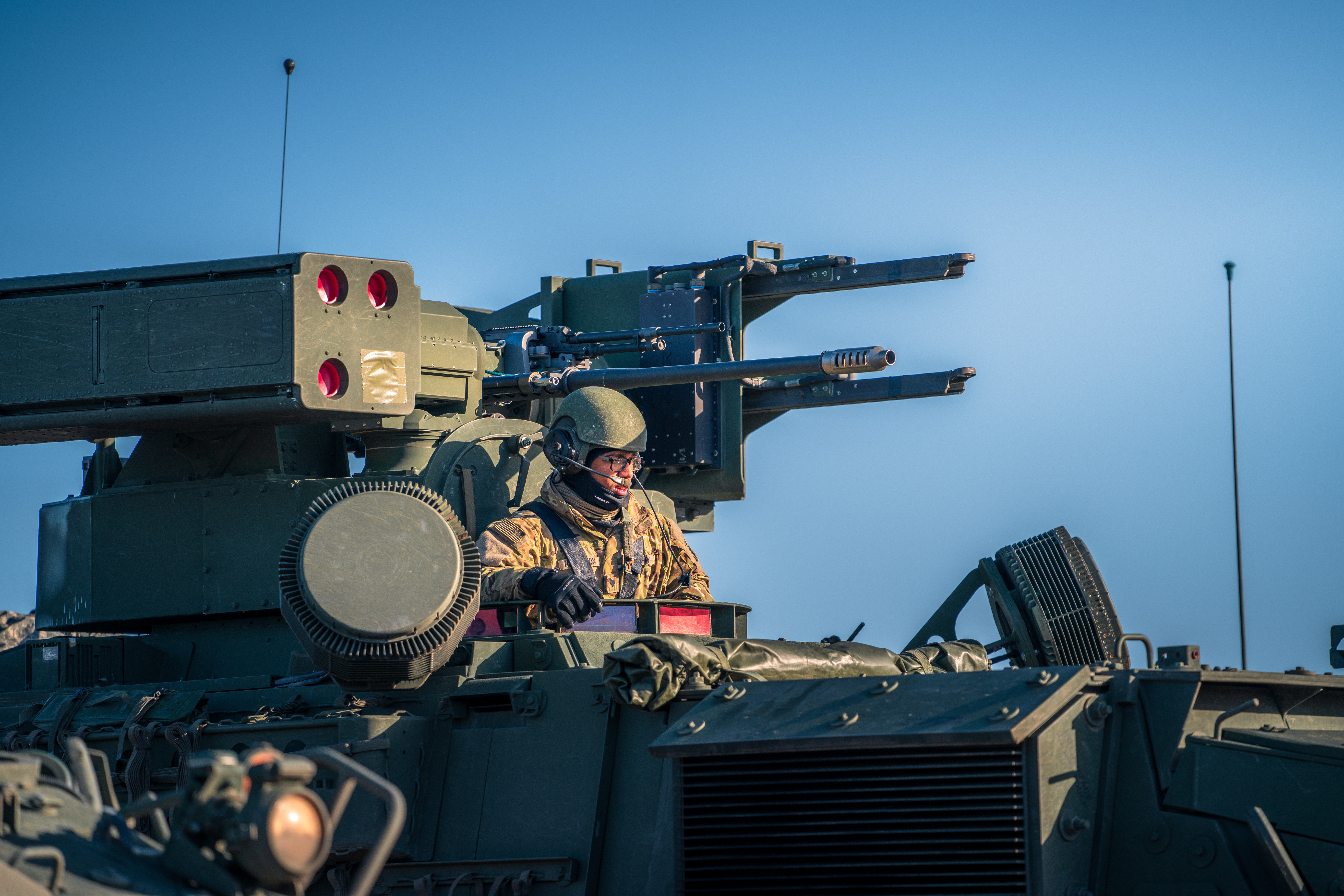
M–SHORAD harcjármű lövegtornya

## Összevetés hasonló gépágyúkkal
A könnyű harcjárművek számára kifejlesztett M230LF gépágyú versenytársának leginkább a brit VENOM LR tekinthető az azonos kaliber és távirányított fegyverrendszerekbe illeszthetőség miatt.
|                          | M230LF                                          | VENOM LR       |
| ------------------------ | ----------------------------------------------- | -------------- |
| Tömeg                    | 73 kg                                           | 122 kg         |
| Csőhossz                 | 1524 mm                                         | 1400 mm        |
| Lövedék kezdős sebessége | 850 m/s                                         | 765–805 m/s    |
| Tűzsebesség              | 200 lövés/perc                                  | 280 lövés/perc |
| Hatásos lőtávolság       | 2000 m                                          | 2000 m         |
| Reakcióerő               | 7,4 kN*                                         | 7-9 kN         |
| Táplálás                 | egy hevderből, kettős táplálás fejlesztés alatt | egy hevederből |

*A széles körben elterjedt M2HB nehéz géppuska 15 kN reakció erőt fejt ki.